# أولاد يوسف (أولاد يوسف)
أولاد يوسف هو دُوَّار يقع بجماعة نزالة بني عمار، عمالة مكناس، جهة فاس مكناس في المملكة المغربية. ينتمي الدوّار لمشيخة أولاد يوسف التي تضم دوارين. يقدر عدد سكانه بـ 1602 نسمة حسب الإحصاء الرسمي للسكان والسكنى لسنة 2004.

## روابط خارجية
- البوابة الوطنية للجماعات الترابية
- المندوبية السامية للتخطيط